# 澳門—巴西關係
澳門與巴西關係（葡萄牙語：Relações entre Brasil e Macau），指澳門與巴西之間的雙邊關係。兩地均曾經是葡萄牙帝國的領土。
由於澳門是中华人民共和国的一個特别行政区，因此澳門和巴西沒有任何正式的外交關係。巴西目前在澳門未設領事館或辦事處，巴澳双边事務由巴西駐香港總領事館兼管。

## 歷史
澳門和巴西的關係可追溯至16世紀，當時兩地皆為葡萄牙殖民地，葡萄牙也曾開闢遠洋航線來往於澳門和巴西。在18世紀末，巴西曾在澳門擁有煙草貿易。19世紀，在土生葡人市政議員拉斐爾·博達杜·德·阿爾梅達 (Rafael Botadode Almeida) 協助下，巴西引入中國荔枝和樟樹。
1822年9月，巴西獨立后，该国于19世纪60年代在澳門設置領事機構，1886年，因为领事馆领事塞爾卡爾男爵小梅洛逝世，该馆關閉。1999年12月，澳門回歸中華人民共和國後，對澳門的業務則交由1953年開設的巴西駐香港總領事館兼轄。
2000年6月19日，澳門與巴西聖保羅成為姊妹城市。
2005年6月下旬，澳門特別行政區行政長官何厚鏵訪問巴西，訪問的目的之一就是要為澳門在中國與巴西之間發揮仲介作用創造條件。巴西總統盧拉在會見何厚鏵時表示，他對澳門在中國與葡語國家、特別是中國與巴西之間發揮的「平台作用」表示樂觀和支持。
葡萄牙語是澳門的官方用語之一，但只有不足1%的居民以葡語為日常生活使用語言，操葡語的人口亦只有2.4%。近年隨着巴西等新興葡語系國家的崛起，澳門居民重新學習葡語有復興的趨勢。此外澳门也有诸如澳门巴西研究学会（2017年2月成立）與类此组织，它们亦有参与澳门与巴西文化合作与交流。

## 外部連結
- 巴西驻港澳总领事馆 （页面存档备份，存于）